# Tour des Flandres 1929
Le Tour des Flandres 1929 est la treizième édition du Tour des Flandres. La course a lieu le 17 mars 1929, avec un départ à Gand et une arrivée pour la première fois à Wetteren, sur un parcours de 216 kilomètres.
Le vainqueur final est le coureur belge Jef Dervaes, qui s’impose en solitaire à Wetteren. Les Belges Georges Ronsse et Alfred Hamerlinck complètent le podium.

## Monts escaladés
- Tiegemberg
- Quaremont (Nouveau Quaremont)

## Classement final

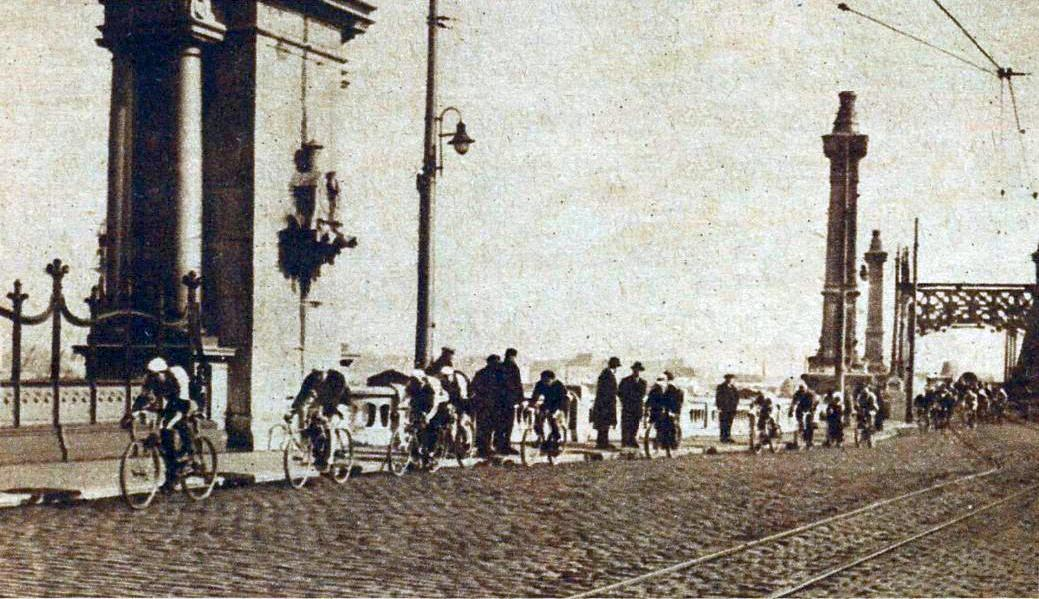
Le Tour des Flandres 1929 sur le pont d'Ostende.

|    | Coureur                | Pays     | Équipe                      | Temps           |
| -- | ---------------------- | -------- | --------------------------- | --------------- |
| 1  | Jef Dervaes            | Belgique | Genial Lucifer-Hutchinson   | 7 h 01 min 50 s |
| 2  | Georges Ronsse         | Belgique | La Française-Diamant-Dunlop | + 4 min 10 s    |
| 3  | Alfred Hamerlinck      | Belgique | Genial Lucifer-Hutchinson   | + 5 min 10 s    |
| 4  | Jean Mertens           | Belgique | Alcyon-Dunlop               | + 5 min 10 s    |
| 5  | Gustave Van Slembrouck | Belgique | Genial Lucifer-Hutchinson   | + 5 min 10 s    |
| 6  | André Verbiest         | Belgique |                             | + 5 min 10 s    |
| 7  | Auguste Verdyck        | Belgique | Genial Lucifer-Hutchinson   | + 5 min 10 s    |
| 8  | Julien Vervaecke       | Belgique | Alcyon-Dunlop               | + 5 min 10 s    |
| 9  | Ernest Mottard         | Belgique | Genial Lucifer-Hutchinson   | + 10 min 10 s   |
| 10 | Julien Delbecque       | Belgique | Gouden Hand                 | + 10 min 40 s   |